# レオニード・パステルナーク

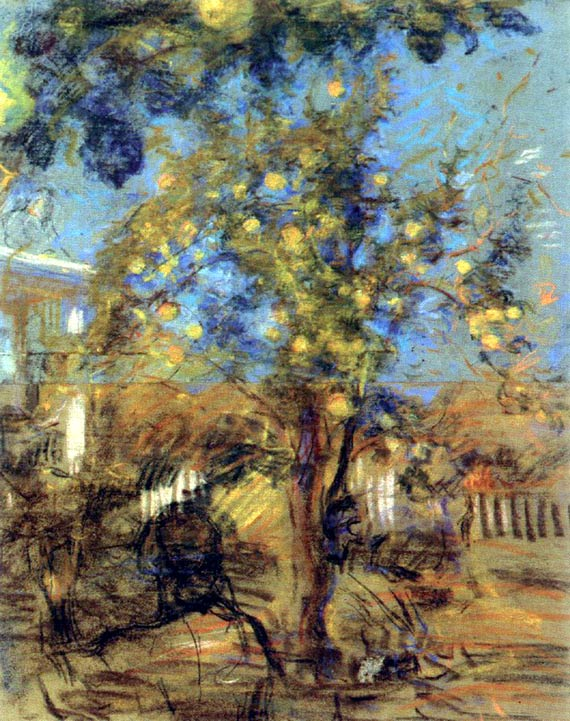
リンゴ狩り　（1918年）

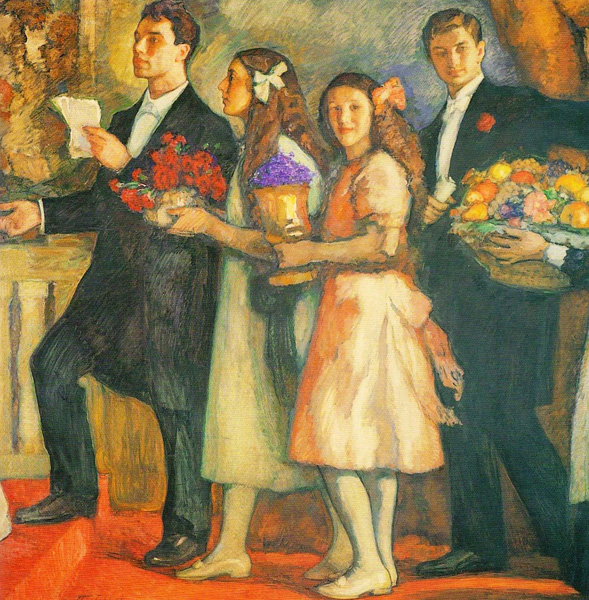
『画家の子たち』左よりボリス、ジョセフィーヌ、リディア、アレクサンドル

レオニード・オシポヴィチ・パステルナーク（ロシア語: Леонид Осипович Пастернак, ラテン文字転写: Leonid Osipovich Pasternak, 1862年4月4日(露暦では3月22日) - 1945年5月31日）はロシア帝国のポスト印象派美術の画家。ウクライナ出身。詩人ボリス・パステルナークの父親でもある。

## 生涯
オデッサで宿屋を営むユダヤ人の家庭に、6人兄弟の末っ子として生れる。幼い頃から絵を描き始めるが、絵が学問の妨げになることを恐れた家族から、諦めるようにと説得された。しかし、7歳の時にパステルナーク少年に最初の庇護者がつき、パステルナーク少年の絵を買い上げてくれるようになる。もっともその人物は、町の洗濯屋であった。
1881年から1885年までモスクワ大学に在籍し、当初は医学部に在籍するも、後に法学部に編入した。ついに生涯を芸術に捧げる決意をし、1887年にミュンヘン美術アカデミーに留学する。ロシアに戻ると、2年のあいだ砲術隊に徴兵された後、やっと1889年に画業に専念することが出来るようになる。
初めて展示された作品が、当時ロシアで最大のスポンサーであるパーヴェル・トレチャコフに買い上げられるなど、非常に幸先よいスタートを切った。やがて人気の画家となり、「ポレノフ・サークル」の一員と呼ばれるようになる（その仲間は、ワシーリー・ポレーノフやワレンチン・セーロフ、イサーク・レヴィタン、ミハイル・ネステロフ、コンスタンチン・コロヴィンらであった）。1889年に著名なピアニストのロザリンダ・カウフマンと結婚。
レオニード・パステルナークは、印象主義者を自ら以って任じた最初のロシアの画家である。1880年代から1890年代までのロシアでは、そのように宣言すれば、芸術家が人目を惹くに足りたのである。彼はまた、移動派やロシア美術家連盟の同人でもあった。1905年には帝国美術アカデミーの会員に選出もされ、モスクワ絵画・彫刻・建築学校の教壇に立った。
1921年に片眼を手術することが必要になり、ベルリンで施術を受けるため、夫人と二人の娘を連れてロシアを去った。ボリスとアレクサンドルの息子二人はロシアに残った。手術が終わると二度とロシアに戻らぬ決意を固め、そのままベルリンに留まった。1938年にナチズムの脅威を逃れてイギリスに渡り、1945年にオックスフォードで他界した。

### トルストイとの交友

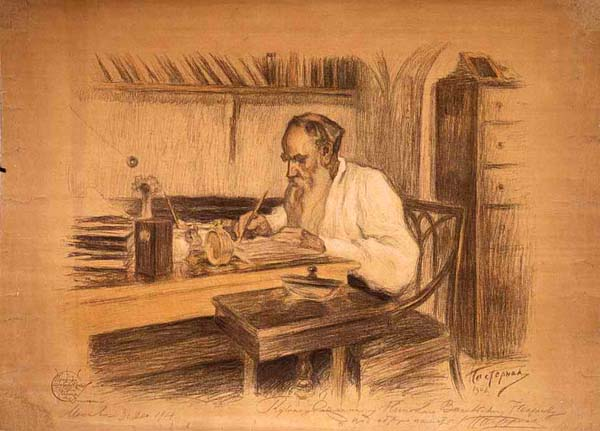
パステルナーク『執筆中のトルストイ』（1908年）

レフ・トルストイとは家族ぐるみで交友関係があり、トルストイの肖像画や小説の挿絵を描くとともにしばしばヤースナヤ・ポリャーナで数ヵ月にわたり滞在した。レオニードの息子で詩人・翻訳家だったボリスは、後にエッセイの中で父とトルストイの交友に触れ「私の父は彼の本の挿絵を描き、彼に会いに行き、彼を尊敬し、そして...私の家全体が彼の精神を吹き込まれた。」と語っている。
またボリスは、レオニードが『復活』のための挿絵を描いていたことにも言及している。『復活』はアドルフ・マルクスがサンクト・ペテルブルクを拠点として発行したニバ誌に連載されていたが、レオニードは法廷や刑務所、列車から観察した様子をリアリズムに則ってスケッチしていた。そして「私の子供っぽい想像は、正式な鉄道制服を着た車掌が台所のドアの横に立って待っている姿に打たれた。彼はまるで駅を出発しようとする客車を見送るときにプラットホームで立っているかのようにして挿絵が完成するのを待っていた。糊はストーブで沸騰していた。イラストは大急ぎで乾かされ、固定され、ボール紙に貼り付けられて巻かれ、縛られた。包みは準備ができると封蝋で封をされ、車掌に手渡された。」と回想している。レオニードは『戦争と平和』にも挿絵も寄せ、1900年にはパリ万国博覧会にトルストイの小説のための挿絵を出品して表彰されている。
マックス・ヘイワードによると、レオニードはトルストイの臨終にも立ち会っている。「1910年11月にトルストイは自宅から逃げ、アスタポヴォの駅長の家で死去した。レオニード・パステルナークは電報でその知らせを受け、息子のボリスを連れて直ちにそこに向かい、トルストイの死に際の様子をスケッチした。」とのことである。

## 註
1. ↑  『パステルナーク自伝』 (1959年) p 25
2. ↑  『パステルナーク回想録』 pp 27-28.
3. ↑  
オリガ・イヴィンスカヤ（工藤正廣訳）『パステルナーク詩人の愛』 page xvi.